# Science & Vie
«Science & Vie» («Сьянс э ви», фр. Наука и жизнь) — французский ежемесячный научно-популярный журнал. Издаётся с 1913 года. Первоначально журнал назывался La Science et la Vie. В 1982 году был запущен спин-офф — компьютерный журнал Science & Vie Micro (SVM). В 1986 году был создан другой спин-офф, журнал для тинейджеров Science & Vie Junior.
Журнал Science & Vie разделён на три части — Science (Наука), Technologie (Технология), Vie Pratique (Повседневная жизнь). Разделы Science и Technologie включают информацию о последних достижениях научного и технического прогресса; раздел Vie Pratique посвящён бытовым применениям технологии, таким как фотография, персональные компьютеры, телевидение. Помимо этих трёх разделов, журнал содержит разделы, посвящённые любительской радиоэлектронике, астрономии, компьютерному программированию, видеоиграм, численному анализу.
Также авторы журнала публикуют критические статьи против парапсихологии, гомеопатии, псевдонауки. В 1982 году при помощи иллюзиониста Жерара Мажакса были раскрыты некоторые трюки Ури Геллера. В 1989 году в журнале выступили с резкой критикой по поводу заявлений Жака Бенвениста о «памяти воды». В 1995 году в журнале были раскрыто изготовление поддельного инопланетянина, тело которого якобы было обнаружено в Розуэлле.